# Équipe du Kirghizistan de hockey sur glace
L'équipe du Kirghizistan de hockey sur glace est la sélection nationale du Kirghizistan regroupant les meilleurs joueurs kirghiz de hockey sur glace. L'équipe est sous la tutelle de la Fédération du Kirghizistan de hockey sur glace et n'est pas classée au classement IIHF en 2018.

## Historique
Le 14 avril 2011, le Kirghizistan rejoint la Fédération internationale de hockey sur glace.
L'équipe du Kirghizistan a joué son premier match en 1962 lors de la Spartakiade d'hiver qui s'est tenue à Sverdlovsk en URSS, où ils représentaient la République socialiste soviétique du Kirghizistan.
Le Kirghizistan fait son retour au niveau international en 2011, où il participe aux Jeux asiatiques d'hiver de 2011.

## Résultats

### Jeux olympiques
Le Kirghizistan n'a jamais participé aux jeux olympiques.
- 2022 - Non qualifié

### Championnats du monde
- 1920-2018 - Ne participe pas
- 2019 - 6e de Qualification Division III
- 2020 - Annulé en raison du coronavirus
- 2021 - Annulé en raison du coronavirus
- 2022 - 1er de Division IV

### Jeux asiatiques d'hiver
- 2011 - 6e place
- 2017 - 12e place

### Challenge d'Asie
- 2014 - 8e place
- 2015 - 8e place
- 2016 - 6e place
- 2017 - Ne participe pas
- 2018 -

## Équipe junior moins de 20 ans

### Championnats du monde junior
- 2022 - 7e de Division III
- 2023 - 6e de Division III

### Challenge d'Asie des moins de 20 ans
- 2018 -

### Bilan des matchs internationaux
| Équipe              | PJ | V  | N | D | BP  | BC  | +/-  |
| ------------------- | -- | -- | - | - | --- | --- | ---- |
| Arménie             | 2  | 2  | 0 | 0 | 11  | 3   | +8   |
| Bahreïn             | 1  | 1  | 0 | 0 | 15  | 10  | +5   |
| Émirats arabes unis | 1  | 1  | 0 | 0 | 14  | 0   | +14  |
| Estonie             | 1  | 0  | 0 | 1 | 0   | 17  | -17  |
| Géorgie             | 1  | 0  | 0 | 1 | 0   | 1   | -1   |
| Inde                | 4  | 4  | 0 | 0 | 42  | 6   | +36  |
| Koweït              | 3  | 2  | 0 | 1 | 23  | 13  | +10  |
| Lettonie            | 1  | 0  | 0 | 1 | 0   | 12  | -12  |
| Lituanie            | 1  | 0  | 0 | 1 | 2   | 7   | -5   |
| Macao               | 3  | 2  | 0 | 1 | 15  | 7   | +8   |
| Malaisie            | 3  | 3  | 0 | 0 | 38  | 12  | +26  |
| Mongolie            | 1  | 1  | 0 | 0 | 13  | 3   | +10  |
| Oman                | 1  | 1  | 0 | 0 | 7   | 3   | +4   |
| Philippines         | 1  | 1  | 0 | 0 | 10  | 5   | +5   |
| Qatar               | 2  | 2  | 0 | 0 | 16  | 2   | +14  |
| Singapour           | 2  | 1  | 0 | 1 | 8   | 7   | +1   |
| Thaïlande           | 1  | 1  | 0 | 0 | 15  | 4   | +11  |
| Turkménistan        | 1  | 0  | 0 | 1 | 3   | 7   | -4   |
| Ukraine             | 1  | 0  | 0 | 1 | 1   | 14  | -13  |
| Total               | 31 | 22 | 0 | 9 | 233 | 133 | +100 |